# 5555 Wimberly
5555 Wimberly eller 1986 VF5 är en asteroid i huvudbältet som upptäcktes den 5 november 1986 av den amerikanske astronomen Edward L.G. Bowell vid Anderson Mesa Station. Den är uppkallad efter Ravenel N. Wimberly.
Asteroiden har en diameter på ungefär 11 kilometer och den tillhör asteroidgruppen Eos.